# Carbini
Carbini település Franciaországban, Corse-du-Sud megyében. Lakosainak száma 117 fő (2022. január 1.). Carbini Levie, Porto-Vecchio és San-Gavino-di-Carbini községekkel határos.

## Népesség
A település népességének változása:
| Lakosok száma | 148  | 125  | 95   | 98   | 104  | 99   | 103  | 112  | 114  | 117  |
|               | 1968 | 1982 | 1990 | 2006 | 2013 | 2015 | 2017 | 2019 | 2020 | 2022 |